# 岡田智
岡田 智（おかだ さとる、1947年1月10日 - ）は、日本のゲームクリエイター及びハードウェア開発者。元任天堂製造本部（後、開発技術本部）開発技術部部長。

## 経歴
1969年に任天堂に入社。当初は開発第一部にエンジニアとして配属され、最初に「N&Bブロック」などの玩具商品の開発に関わった後、「光線銃SP」を設計からデザインまで全てを単独で開発した。その後横井軍平らとともに任天堂初の携帯型ゲーム機『ゲーム&ウオッチ』や次世代『ゲームボーイ』のハードウェア開発、ファミコンやゲームボーイ専用ソフトの開発に携わった。1996年に横井が任天堂を退社後、新たに設立された開発技術部の部長となり、ゲームボーイの後継機群であるゲームボーイポケットやゲームボーイカラー、ゲームボーイアドバンス、ゲームボーイアドバンスSPなど全てのゲームボーイシリーズ、さらに次世代『ニンテンドーDS』において開発の中心人物として携わった。開発技術本部が設立されてからは、ゲームソフト製作からは離れ、ハードウェア、主に携帯型ゲーム機の開発を中心に行った。
『ニンテンドーDS Lite』の開発に携わった後、2007年に任天堂を退社。その後、非常勤アドバイザーとして契約し、2010年まで同社に出向した。2014年現在は合同会社「ボクセル」を京都に設立し、活動を続けている。

## 携わった作品

### ゲームソフト
- ドンキーコングJR. - プロデューサー（横井軍平と共同）
- ポパイ - プロデューサー（横井軍平と共同）
- マリオブラザーズ - プロデューサー（横井軍平と共同）
- ドンキーコング3 - プロデューサー（横井軍平と共同）
- ポパイの英語遊び - プロデューサー（横井軍平と共同）
- ワイルドガンマン（英語版） - プロデューサー（横井軍平と共同）
- ダックハント - プロデューサー（横井軍平と共同）
- ホーガンズアレイ（英語版） - プロデューサー（横井軍平と共同）
- レッキングクルー - ディレクター
- メトロイド - チーフディレクター
- 光神話 パルテナの鏡 - ディレクター
- 中山美穂のトキメキハイスクール - チーフディレクター
- ファミコン探偵倶楽部 消えた後継者 - ディレクター
- ファミコンウォーズ - ディレクター
- スーパーマリオランド - ディレクター
- ソーラーストライカー - ディレクター（寺崎啓祐と共同）
- バルーンファイトGB（北米・欧州での『Balloon Kid』） - スペシャルサンクス
- ゲームボーイウォーズ - プロデューサー
- ファイアーエムブレム外伝 - スーパーバイザー
- カエルの為に鐘は鳴る - スペシャルサンクス
- ポケットカメラ - プロデューサー（出石武宏と共同）
- ファミリーコンピュータ用光線銃シリーズ
- ファミリーコンピュータ ロボット
- コンピュータ麻雀 役満
- テトリス

### ハードウェア
- ゲーム&ウオッチ - プロデューサー（横井軍平と共同）
- ゲームボーイ - プロデューサー（横井軍平と共同）
- ゲームボーイ 4人用アダプタ
- スーパーファミコンマウス - プロデューサー
- AV仕様ファミリーコンピュータ
- ゲームボーイポケット - プロデューサー
- スーパーファミコンジュニア
- ゲームボーイライト - プロデューサー
- ゲームボーイカラー - プロデューサー
- 64DD
- モバイルアダプタGB - プロデューサー（制作途中で降板し、後任は大和聡氏が担当。）
- ゲームボーイアドバンス - プロデューサー
- カードeリーダー - プロデューサー
- ゲームボーイアドバンスSP - プロデューサー
- ニンテンドーDS - プロデューサー
- ゲームボーイミクロ - プロデューサー
- ニンテンドーDS Lite - プロデューサー
- ニンテンドーDSi - アドバイザー
- ニンテンドーDSi LL - アドバイザー

### その他
- N&Bブロック
- レーザークレー射撃システム
- 光線銃SP
- 光線電話LT
- コピラス
- チリトリー